# NRL All-Stars Game
Das NRL All-Stars Game ist ein seit 2010 ausgetragenes All-Star Game, in dem die Teams der Indigenous All Stars und der NRL All Stars gegeneinander antreten. Das Spiel fand bisher immer im Skilled Park in Gold Coast statt, abgesehen vom All-Stars Game 2013, das im Suncorp Stadium in Brisbane stattfand. Der Man of the Match erhält die Preston Campbell Medal, benannt nach dem Rugby-League-Spieler Preston Campbell, der in der ersten Saison der Gold Coast Titans für diese spielte und 2003 mit den Penrith Panthers die NRL gewann. Der Gewinner des Spiels erhält die Arthur Beetson Trophy, benannt nach Arthur Beetson, dem wohl berühmtesten Rugby-League-Spieler mit Aboriginewurzeln. 2014 fand wegen der Rugby-League-Weltmeisterschaft, die gegen Ende des Jahres 2013 in England stattfand, kein All-Stars Game statt.

## Regeln
Die Regeln unterscheiden sich beim All-Stars Game in einigen Punkten von den normalen NRL-Regeln. Die wichtigsten Unterschiede sind:
- Ein All-Stars Game wird anders als normale NRL-Spiele nicht in 2×40, sondern in 4×20 Minuten gespielt. Das liegt daran, dass das Spiel Anfang Februar stattfindet, also mitten im Hochsommer.
- Es gibt keine Begrenzungen, wie oft ausgewechselt werden darf.
- Nach einem Versuch im All-Stars Game hat die Mannschaft die Wahl, ob sie eine Erhöhung kicken will, oder ob sie nochmal versucht, einen Versuch zu legen. Der Versuch aus diesem sogenannten „Double Try Attempt“ zählt dann erneut vier Punkte, mit dem Unterschied, dass dann keine Erhöhung folgt. Bei dieser Regel gibt es zudem noch folgende Unterregeln:
  - Der Double Try Attempt wird von der Mitte der 20-Meter-Linie gestartet.
  - Der Schlussmann der verteidigenden Mannschaft muss während des Double Try Attempts das Spielfeld verlassen, wodurch die verteidigende Mannschaft in Unterzahl ist.
  - Die angreifende Mannschaft darf den Ball nicht kicken.
  - Gelingt es der verteidigenden Mannschaft, den Ball in ihren Besitz zu bringen, ist der Double Try Attempt zu Ende. Das hat zur Folge, dass die verteidigende Mannschaft aus einem gescheiterten Double Try Attempt der angreifenden Mannschaft heraus keine Punkte erzielen kann.
  - Wird gegen die verteidigende Mannschaft ein Penalty verhängt, wird dies automatisch als Strafversuch gewertet, die angreifende Mannschaft erhält also automatisch vier Punkte.

## Ergebnisse
| Saison | Datum       | Sieger               | Verlierer            | Ergebnis | Man of the Match    | Zuschauer |
| ------ | ----------- | -------------------- | -------------------- | -------- | ------------------- | --------- |
| 2010   | 13. Februar | Indigenous All Stars | NRL All Stars        | 16:12    | Johnathan Thurston  | 26.687    |
| 2011   | 12. Februar | NRL All Stars        | Indigenous All Stars | 28:12    | Josh Dugan          | 25.843    |
| 2012   | 4. Februar  | NRL All Stars        | Indigenous All Stars | 36:28    | Nathan Merritt      | 26.039    |
| 2013   | 9. Februar  | Indigenous All Stars | NRL All Stars        | 32:6     | Ben Barba           | 41.021    |
| 2015   | 13. Februar | Indigenous All Stars | NRL All Stars        | 20:6     | George Rose         | 23.177    |
| 2016   | 13. Februar | World All Stars      | Indigenous All Stars | 12:8     | James Graham        | 37.339    |
| 2017   | 10. Februar | Indigenous All Stars | World All Stars      | 34:8     | Johnathan Thurston  | 20.241    |
| 2019   | 15. Februar | Indigenous All Stars | Māori All Stars      | 0:0      | Tyrone Roberts      | 18.802    |
| 2020   | 22. Februar | Māori All Stars      | Indigenous All Stars | 0:0      | Brandon Smith       | 23.599    |
| 2021   | 20. Februar | Māori All Stars      | Indigenous All Stars | 0:0      | James Fisher-Harris | 20.206    |
| 2022   | 12. Februar | Māori All Stars      | Indigenous All Stars | 0:0      | Joseph Tapine       | 26.755    |